# Ruhrlandkreis
Der Ruhrlandkreis war eine Vereinigung von Schriftstellern und Kunstschaffenden, die hauptsächlich im Ruhrgebiet lebten und arbeiteten. Die Vereinigung verstand sich als eine Bündelung schöpferischer Kräfte im Ruhrgebiet.

## Geschichte
Im Jahr 1923 wurde der Ruhrlandkreis von dem gelernten Formgießer und als Bergmann arbeitenden Otto Wohlgemuth gegründet. Formal bestand die Vereinigung bis zum Jahr 1932, in dem sie von den Nationalsozialisten verboten wurde. Faktisch hatte sich die Gruppe aber schon in den Jahren davor mangels Engagement der Mitglieder selbst aufgelöst. Wann dieser Auflösungsprozess begonnen hatte, lässt sich nicht genau datieren, vermutlich schon nach Herausgabe der 2. Anthologie im Jahre 1924.

## Mitglieder
Neben Otto Wohlgemuth gehörten als sichere Mitglieder der Gruppe die Schriftsteller Christoph Wieprecht, Kurt Kläber, Paul Klose, Erich Sieburg, Wilhelm Haas und Karl Vaupel an. Hinzu kamen die Maler und Grafiker Hermann Kätelhön und Hermann Peters. In der Anfangszeit trafen sich die Mitglieder regelmäßig in einem Blockhaus auf dem Homberg in Winz, einem Ortsteil von Hattingen. Inhalt der Zusammenkünfte waren Diskussionen und gemeinsame Exkursionen.

## Veröffentlichungen
Bereits 1923 veröffentlichte Otto Wohlgemuth die Anthologie Ruhrland, Dichtung Werktätiger Menschen. Im Anhang wurden die Namen von 21 Autoren genannt, die aber wohl nicht alle dem Ruhrlandkreis zugerechnet werden können, sondern lediglich Artikel für diese eine Anthologie verfasst haben. Sie enthält ausschließlich Gedichte, von denen sich die meisten mit der Arbeitswelt befassen. 1924 erschien die zweite Anthologie Ruhrland-Almanach. Diese beiden Werke sind die einzigen gesicherten zeitgenössischen Dokumente über den Ruhrlandkreis.

## Zielsetzung
Alle Veröffentlichungen des Ruhrlandkreises sind der Arbeiterliteratur zuzurechnen, die sich schon während des Ersten Weltkrieges als eigenständige Literaturform durchgesetzt hatte. Wie die sozialistischen Literatur auch nennt sie Missstände in der Arbeitswelt, hält sich aber zurück mit der Forderung von Reformen. Auch für den Ruhrlandkreis ist nicht gesellschaftliche Kritik das Ziel, sondern der Arbeiterschaft mit der Kunst einen Raum zu schaffen, wo sie neue Kraft sammeln kann.